# Wolfgang Wruck
Wolfgang Wruck (ur. 8 kwietnia 1944 w Zwickau, zm. 5 września 2014 w Berlinie) – wschodnioniemiecki piłkarz, występujący na pozycję obrońcy. Brat Horsta Wrucka i ojciec Torstena Wrucka.
W 1967–1968 rozegrał 6 meczów w reprezentacji Niemieckiej Republiki Demokratycznej.